# Polícia da Cidade de Buenos Aires
A Polícia da Cidade de Buenos Aires (Em espanhol: Policia de la Ciudad de Buenos Aires) é a força policial, sob a autoridade da Cidade Autônoma de Buenos Aires. A força começou a operar em 2017, pela fusão da Polícia Metropolitana de Buenos Aires com a Divisão de Segurança Metropolitana da Polícia Federal Argentina. Atualmente o efetivo é de 29.807 funcionários.

## Estrutura e Organização
A polícia é liderada pelo Superintendente Chefe de Polícia, que é nomeado pelo chefe do poder executivo da Cidade. O Superintendente Chefe de Polícia tem de ser um civil.
Há quatro áreas principais de atuação:
- Segurança Pública
- Investigações e Pesquisas
- Científica e Técnica
- Administração

Ela é composta de nove superintendências, oito divisões autônomas e do departamento de Aviação Policial da Cidade.

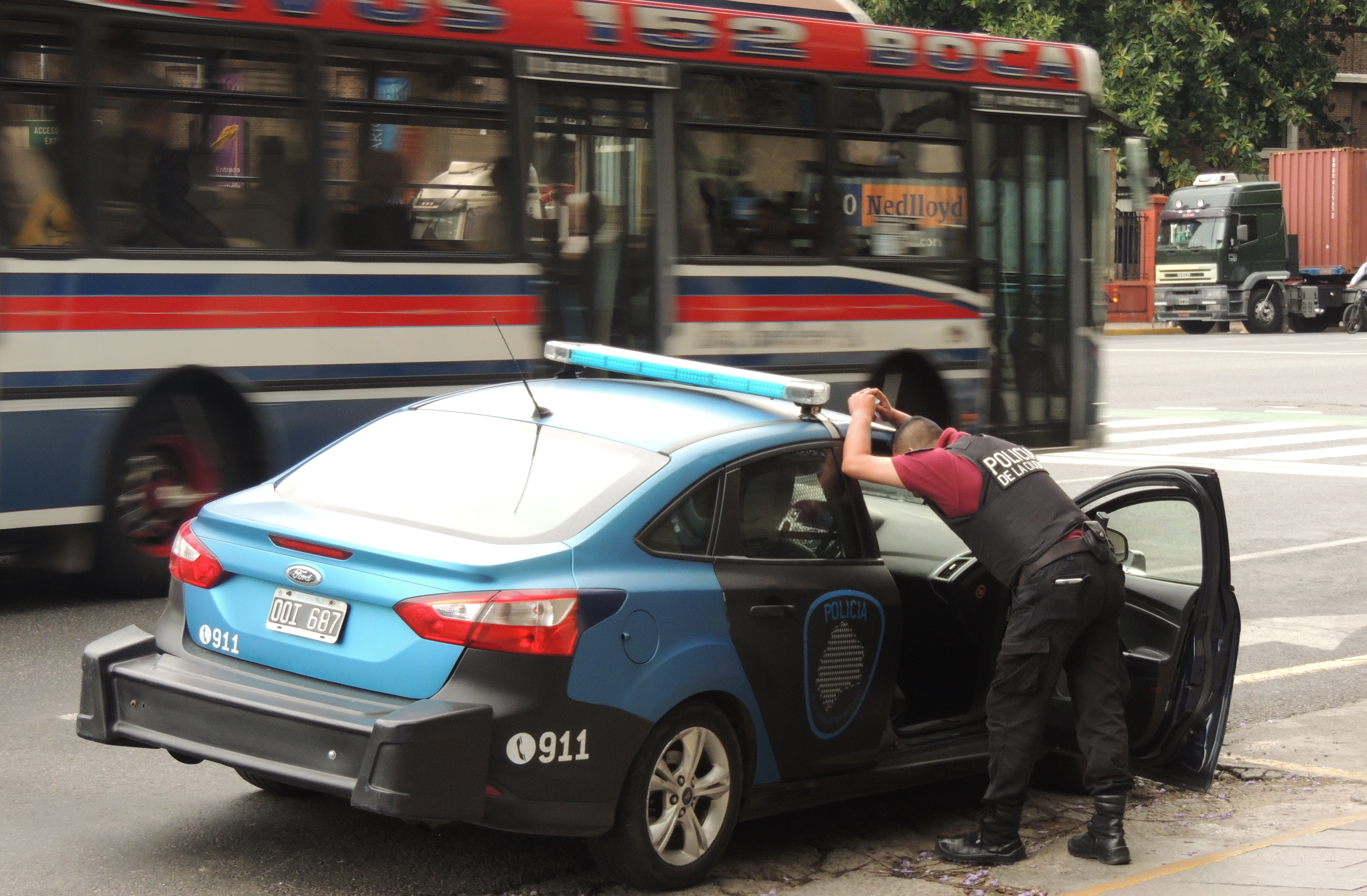
Oficial junto a uma viatura.

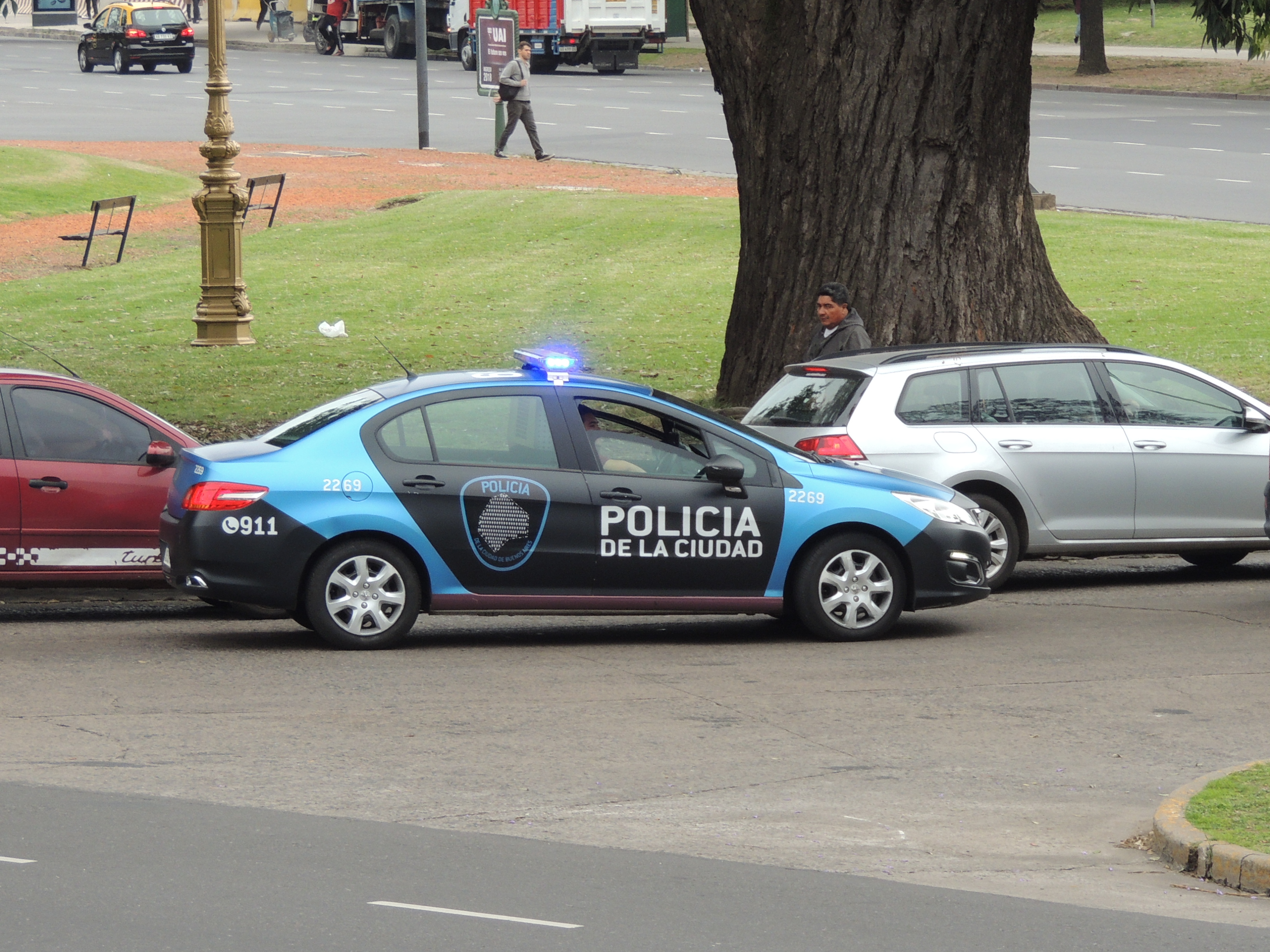
Viatura no bairro Recoleta.

Atualmente, a força tem em 69 bases conhecidas como comissões comunais (em um sistema herdado da PFA). O limite geográfico é baseado em mapeamentos de áreas de conflito.O grande objetivo dessa divisão é que a PCABA seja uma polícia de proximidade e de vizinhança. Assim, seus agentes são priritariamente policiais comunitários e membros das comunidades portenhas.

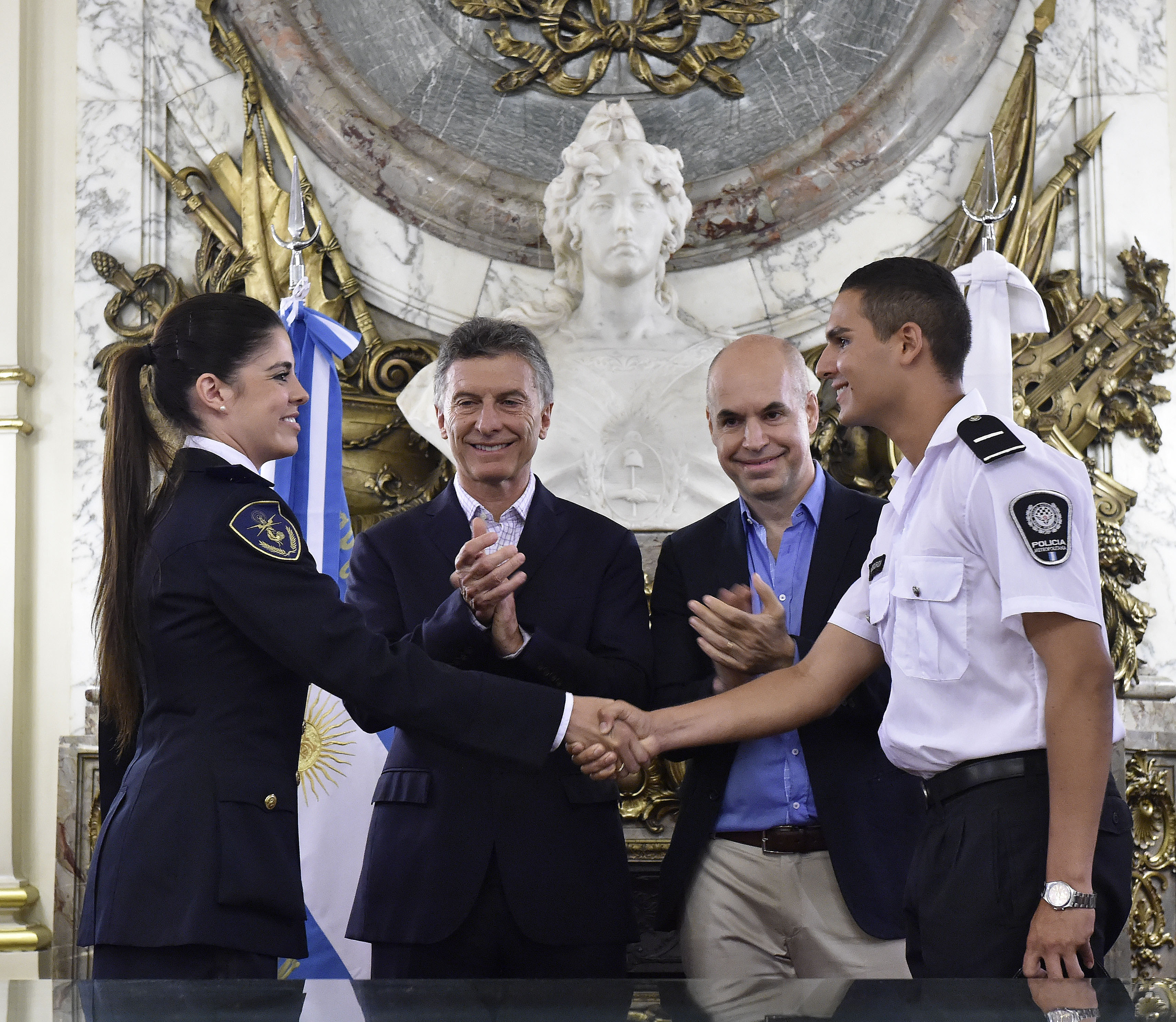
Ato de transferência da Superintendência de Segurança Metropolitana da Polícia Federal Argentina para a Cidade Autônoma de Buenos Aires, unificada com a Polícia Metropolitana.

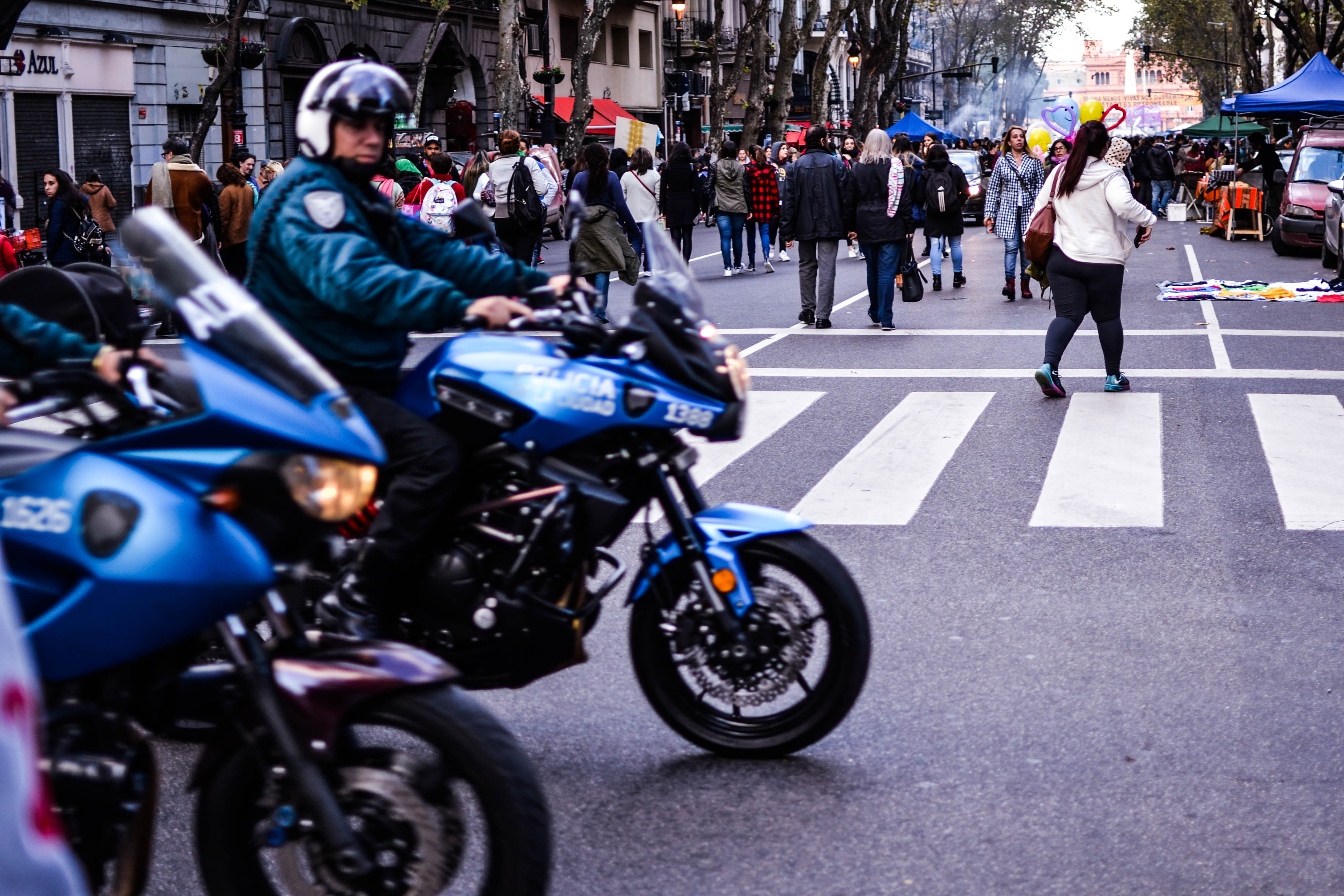
Patrulha de motocicleta.

A corporação tem 4.000 agentes administrativos, que tem a função de fazer o serviço burocrático e liberar os policiais para sua atividade fim e evitar o desvio de função.

## Postos
A PCBA tem 13 postos hierárquicos, sendo o mais elevado o posto de Superintendente Chefe de Polícia. O sistema de postos foi herdado da PMBA e o posto de Superintendente Chefe de Polícia é uma adição recente e só pode ser usado pelo chefe da PCABA.
1. Oficial
2. Primeiro Oficial
3. Oficial Sênior
4. Oficial Principal
5. Inspetor
6. Inspetor Chefe
7. Vice Comissário
8. Comissário
9. Comissário Sênior
10. Vice Comissário Geral
11. Comissário Geral
12. Superintendente
13. Superintendente Chefe de Polícia

## História

### Histórico
Houve várias ocasiões desde que a cidade de Buenos Aires se tornou autônoma em que o governo local tentou ter voz ativa em relação a segurança local. Enrique Olivera tentou fazer com que o governo federal lhe desse autonomia em questões da segurança urbana.
Mauricio Macri decidiu que era pertinente criar uma nova polícia, uma vez que as autoridades nacionais se opunham a transferir o controle da Superintendência Metropolitana da PF para o governo da cidade. Em 2008, a criação da Polícia Metropolitana foi aprovada pelo legislativo.

### Criação
A força foi criada por iniciativa do Chefe de Governo Horacio Rodríguez Larreta como a única força de segurança policial na cidade de Buenos Aires resultante da união da Polícia Metropolitana com a Superintendência de Segurança Metropolitana da Polícia Federal , anteriormente transferida para a órbita da governo da cidade por iniciativa do presidente Mauricio Macri.
Essa transferência de pessoal e próprios anteriormente pertencentes à Polícia Federal para a nova Polícia da Cidade trouxe fortes controvérsias e sua legitimidade é questionada por vários motivos. Problemas ocorreram durante a alocação de hierarquias e, em alguns casos, os anos anteriores à nova força de segurança não foram reconhecidos. 
O primeiro chefe da polícia da cidade, José Potocar, foi julgado e detido pelos crimes de associação criminosa e suborno. Enquanto estava sob custódia, em 12 de maio de 2017, ele renunciou ao comando da PCBA. Quase três meses depois, ele foi libertado sob fiança e permanece sob investigação.  Em dezembro de 2017, após vários meses de vaga, Carlos Kevorkian foi apontado como o novo chefe de polícia. 
A nomeação de Kevorkian foi posterior às ações da força nos eventos de 18 de dezembro, antes dos protestos na área do Congresso Nacional e arredores devido à reforma da previdência, que resultou em vários feridos, incluindo três manifestantes que perderam o olho.  Kevorkian permaneceu à frente da força portenha até 17 de agosto de 2018, data em que renunciaria citando "razões pessoais". No entanto, existem setores que atribuem sua renúncia a uma demanda legitima dos legisladores Patricio Del Corro e Myriam Bregman para acessar relatórios sobre a atuação de Kervokian durante os "anos de chumbo" da  ditadura argentina e seu papel no grupo  Triple A.
Acontece que ele estava no cargo na Polícia Federal Argentina durante a ditadura de Lanusse e o golpe de 76. Os laços desta força com o Triple A (Aliança Anticomunista Argentina) são publicamente conhecidos e amplamente demonstrados. No entanto, em sua apresentação no site oficial da Polícia da Cidade, foi omitido declarar quais atividades foram realizadas naquele período, o que motivou as queixas de organizações de direitos humanos e partidos de esquerda.
Kevorkian seria substituído por quem era então o vice-chefe da polícia de Buenos Aires: o comissário geral Gabriel Oscar Berard. Essa designação foi oficializada no diário oficial em 27 de maio de 2019 pelo decreto 180/19, ou seja, quase um ano após a renúncia de seu antecessor.

Atualmente, o Superintendente Chefe da Polícia é Pablo Kisch.

## Equipamento

### Armas
- Beretta PX4 Storm
- FN Browning GP-35
- Bersa Thunder 9
- SIG Sauer 1911
- Benelli M3
- Mossberg 500
- SIG Sauer SIG516
- SIG Sauer MPX

### Veículos
- EXE Ford Focus
- Toyota Corolla
- Peugeot 408
- Citroën C4 Lounge
- Chevrolet Meriva
- Ford Ranger
- Toyota Hilux
- Piaggio MP3
- Honda Deauville NT700

## Educação e formação
O pessoal da Polícia da Cidade é formado e treinado no Instituto Superior de Segurança Pública (ISSP). Este Instituto é uma entidade autárquica que depende organicamente e funcionalmente do Ministério da Justiça e Segurança da Cidade Autônoma de Buenos Aires, encarregado de Diego Santilli.